# جين تاكر
جين تاكر (بالإنجليزية: Jane Tucker)‏ هي ملحنة بريطانية، ولدت في 20 أكتوبر 1949.

## وصلات خارجية
- جين تاكر على موقع IMDb (الإنجليزية)
- جين تاكر على موقع ديسكوغز (الإنجليزية)